# Combate del río Curaray
El combate del río Curaray fue un enfrentamiento sucedido entre el 31 de julio de 1941, en el marco de la guerra peruano-ecuatoriana, entre soldados del puesto ecuatoriano de Tarqui y tropas peruanas de Puerto Arica, saldándose con la victoria de estas últimas.

## Acciones previas
En la mañana del 5 de julio de 1941, se sucedieron una serie de enfrentamientos, los cuales se extendieron a lo largo del río Zarumilla. El 23, el ejército del Perú inició una gran ofensiva contra las tropas ecuatorianas, retirándolos de los márgenes del Zarumilla y procediendo a ocupar la provincia de El Oro. El 31, se acordó la tregua y en la noche se dispuso el alto el fuego. Sin embargo, por la lejanía de las tropas ubicadas en la región amazónica, era probable un enfrentamiento.

## El combate
El 31 de julio de 1941, tropas peruanas de Puerto Arica al mando del capitán Saturnino Poblete Rodríguez atacaron la guarnición ecuatoriana Tarqui. Los soldados ecuatorianos, comandados por Maximiliano Rodríguez, lograron detener momentáneamente el ataque. Poco después, el mismo Rodríguez caería en acción, tomando el mando el cabo Luis Minacho, quien continuó con la desesperada defensa, hasta que también cayó en combate. Finalmente, las tropas ecuatorianas se rendirían.

## Homenajes póstumos
Ambos defensores, Maximiliano Rodríguez y Luis Minacho, serían enterrados con honores por parte de las tropas peruanas. Póstumamente, serían ascendidos al grado inmediatamente superior y condecorados con la presea Abdón Calderón. En 1948, sus cuerpos serían repatriados. 